# یانووکا (استان اوپوله)
یانووکا (به لاتین: Janówka) یک روستا در لهستان است که در گمینا بچنا واقع شده‌است. یانووکا ۲۵۰ نفر جمعیت دارد.